# くろしお風力発電
くろしお風力発電株式会社（くろしおふうりょくはつでん）は、日本の企業。発電所の設置、運営を手がけている。

## 概要
風力発電所の設置、運営に関する事業を展開する企業である。日立製作所の系列に属しており、茨城県日立市に本社を置く。日本国内においては、青森県五所川原市の市浦風力発電所、千葉県銚子市のくろしお風力発電所、および、椎柴風力発電所、静岡県掛川市の浜野風力発電所、および、遠州掛川風力発電所、などの発電施設を稼動させている。

## 特徴
日本で初めて「出力変動緩和型風力発電所」を設置した事業者である。市浦風力発電所においては、風力発電施設に鉛蓄電池を組み合わせることで、出力に極端な変動が生じないよう抑制している。また、風力発電の場合は遠隔操作による監視・運用が一般的だが、くろしお風力発電の場合は浜野風力発電所や遠州掛川風力発電所の周辺にサービス拠点の設置を計画している。なお、風力発電施設に設置する風車は、エネルコンの製品を導入することが多い。
風力発電施設を設置したことにより、周辺の一部地域でテレビ等の受信障害が生じることがある。この問題を回避するために、市浦風力発電所では市浦上脇元中継局と市浦下脇元中継局 のギャップフィラー中継局を設置し、難視聴を補償している。中継局の設置者となったことによりくろしお風力発電は特定地上基幹放送事業者となった。

## 事業展開
秋田県能代市、および、由利本荘市での風力発電が計画されている。また、静岡県での風力発電については、社長の前川聡が「本当に高い値段で買い取ってもらえたら、さらに立地が広がる」 と表明しており、売電価格によってはさらなる増設も計画されている。

## 設置する発電所
- 市浦風力発電所（青森県五所川原市）
- くろしお風力発電所（千葉県銚子市）
- 椎柴風力発電所（千葉県銚子市）
- 浜野風力発電所（静岡県掛川市）
- 遠州掛川風力発電所（静岡県掛川市）

## 設置する中継局
- 市浦上脇元中継局（青森県五所川原市）
- 市浦下脇元中継局（青森県五所川原市）